# Thorpe Underwood
Thorpe Underwood är en by i Northamptonshire i England. Byn är belägen 9 km 
från Kettering. Orten har 27 invånare (2009).